# Усадка гірських порід

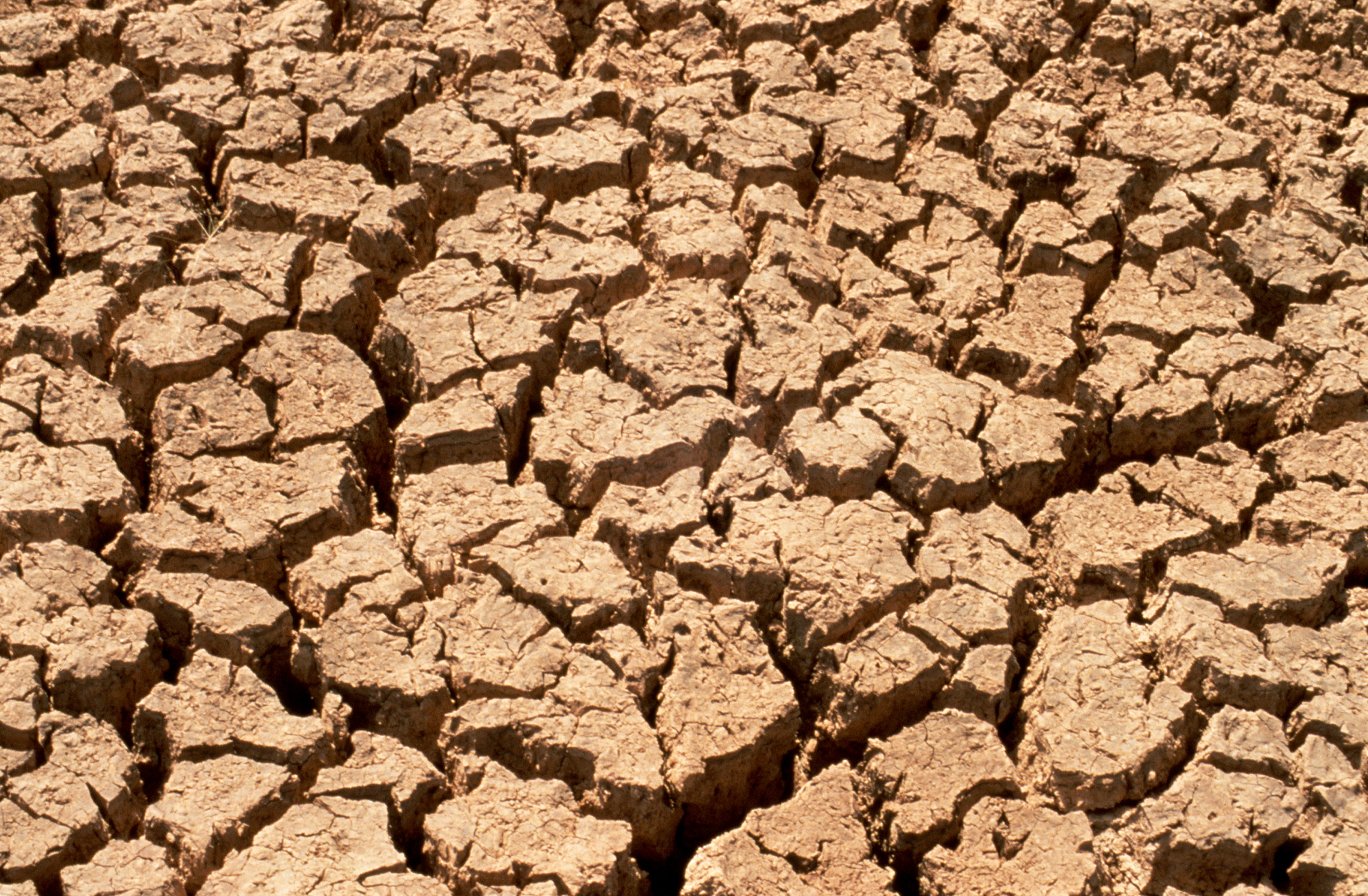
Усадка порід. Тріщини ґрунту в Австралії.

Усадка гірських порід — здатність вологих гірських порід зменшувати свій об'єм при висиханні. Величина усадки залежить від кількості та якості глинисто-колоїдних фракцій, що є в породі. Більш глинисті групи дають більшу усадку. Розрізняють лінійну та об'ємну У.г.п.
Величина усадки залежить від кількості та якості глинисто-колоїдних фракцій, що є в породі. Більш глинисті групи дають більшу усадку. 